# Vesti.md

Logo-ul Vesti

Vesti este un portal de știri în limba rusă din Republica Moldova.
Vesti face parte din grupul New Media Group,
alături de Unimedia. 